# Coppa della Confederazione CAF 2012
La Coppa della Confederazione CAF 2012 è la nona edizione della competizione. La stagione è iniziata il 18 febbraio e si è conclusa il 25 novembre 2012. Al termine del torneo i vincitori risulteranno i Léopards, che conquistano il trofeo per la prima volta.

## Turno preliminare
Le gare di andata si sono giocate il 18 e il 19 febbraio 2012, quelle di ritorno tra il 3 e il 10 marzo.
| Squadra 1             | Totale     | Squadra 2                | Andata | Ritorno |
| --------------------- | ---------- | ------------------------ | ------ | ------- |
| Dragons               | 1 – 2      | Étoile Filante           | 1 – 0  | 0 – 2   |
| Nania                 | per ritiro | Séquence                 | –      | –       |
| Union Douala          | 1 – 2      | Kallon                   | 1 – 0  | 0 – 2   |
| Black Leopards        | 3 – 1      | Motor Action             | 1 – 1  | 2 – 0   |
| Red Arrows            | 0 – 1      | Royal Leopards           | 0 – 0  | 0 – 1   |
| Mangasport            | 0 – 5      | Saint-George             | 0 – 1  | 0 – 4   |
| Kiyovu Sports         | 2 – 3      | Simba                    | 1 – 1  | 1 – 2   |
| Ferroviário de Maputo | 4 – 0      | Gor Mahia                | 3 – 0  | 1 – 0   |
| Séwé Sports           | 0 – 1      | Unisport Bafang          | 0 – 1  | 0 – 0   |
| Léopards              | 4 – 2      | Tempête Mocaf            | 2 – 0  | 2 – 2   |
| LLB Académic          | 5 – 0      | Atlético Semu            | 3 – 0  | 2 – 0   |
| Renaissance           | 4 – 2      | Sahel                    | 2 – 0  | 2 – 2   |
| Desportivo de Mansabá | per ritiro | Invincible Eleven        | –      | –       |
| Gamtel                | 5 – 3      | Casa Sport Football Club | 1 – 0  | 4 – 3   |
| Extension Gunners     | 2 – 3      | Tana                     | 2 – 1  | 0 – 2   |
| Jamhuri               | 1 – 7      | Hwange Colliery          | 0 – 3  | 1 – 4   |

## Primo turno
Le gare di andata si sono giocate dal 24 al 25 marzo 2012, quelle di ritorno dal 6 al 9 aprile 2012.
| Squadra 1             | Totale            | Squadra 2         | Andata | Ritorno |
| --------------------- | ----------------- | ----------------- | ------ | ------- |
| Étoile Filante        | 2 – 4             | ASEC Mimosas      | 2 – 2  | 0 – 2   |
| Séquence              | 0 – 5             | CODM Meknès       | 0 – 2  | 0 – 3   |
| Kallon                | 0 – 2             | Warri Wolves      | 0 – 0  | 0 – 2   |
| Black Leopards        | 6 – 4             | Saint Eloi Lupopo | 4 – 2  | 2 – 2   |
| Royal Leopards        | 3 – 2             | Tshinkunku        | 1 – 1  | 2 – 1   |
| Saint-George          | 1 – 3             | Club Africain     | 1 – 1  | 0 – 2   |
| Simba                 | 3 – 3 (gfc)       | Sétif             | 2 – 0  | 1 – 3   |
| Ferroviário de Maputo | 0 – 3             | Al-Ahli Shendi    | 0 – 1  | 0 – 2   |
| Unisport Bafang       | 1 – 2             | Heartland         | 0 – 0  | 1 – 2   |
| Léopards              | 3 – 2             | CS Sfaxien        | 1 – 2  | 2 – 0   |
| LLB Académic          | 2 – 5             | ENPPI Club        | 1 – 1  | 1 – 4   |
| Renaissance           | 4 – 5             | Cercle Olympique  | 3 – 2  | 1 – 3   |
| Invincible Eleven     | 1 – 6             | Wydad Casablanca  | 0 – 2  | 1 – 4   |
| Gamtel                | 2 – 3             | Real Bamako       | 1 – 0  | 1 – 3   |
| Tana                  | 2 – 2 (5 – 6 dtr) | Inter Luanda      | 2 – 0  | 0 – 2   |
| Hwange Colliery       | 1 – 1 (gfc)       | Amal Atbara       | 1 – 1  | 0 – 0   |

## Secondo turno
Le gare di andata si sono giocate tra il 27 e il 29 aprile 2012, quelle di ritorno il 12 e il 13 maggio 2012.
| Squadra 1        | Totale            | Squadra 2        | Andata | Ritorno |
| ---------------- | ----------------- | ---------------- | ------ | ------- |
| ASEC Mimosas     | 1 – 1 (gfc)       | CODM Meknès      | 1 – 1  | 0 – 0   |
| Warri Wolves     | 3 – 3 (gfc)       | Black Leopards   | 3 – 1  | 0 – 2   |
| Royal Leopards   | 2 – 5             | Club Africain    | 0 – 1  | 2 – 4   |
| Simba            | 3 – 3 (8 – 9 dtr) | Al-Ahli Shendi   | 3 – 0  | 0 – 3   |
| Heartland        | 4 – 4 (gfc)       | Léopards         | 3 – 2  | 1 – 2   |
| ENPPI Club       | 3 – 4             | Cercle Olympique | 3 – 1  | 0 – 3   |
| Wydad Casablanca | 3 – 1             | Real Bamako      | 3 – 0  | 0 – 1   |
| Inter Luanda     | 6 – 1             | Amal Atbara      | 4 – 1  | 2 – 0   |

## Turno di play-off
Le vincenti del secondo turno affrontano le perdenti del secondo turno di CAF Champions League 2012.

Le gare di andata si giocano tra il 29 giugno e il 1º luglio 2012, quelle di ritorno tra il 13 e il 15 luglio 2012.
| Squadra 1     | Totale            | Squadra 2        | Andata | Ritorno |
| ------------- | ----------------- | ---------------- | ------ | ------- |
| Maghreb Fès   | 1 – 2             | Léopards         | 1 – 0  | 0 – 2   |
| Al-Hilal      | 3 – 0             | Cercle Olympique | 2 – 0  | 1 – 0   |
| AFAD Djékanou | 0 – 1             | Wydad Casablanca | 0 – 1  | 0 – 0   |
| Al-Merreikh   | 3 – 2             | Black Leopards   | 3 – 2  | 0 – 0   |
| Djoliba       | 2 – 2 (4 - 3 dcr) | Club Africain    | 2 – 0  | 0 – 2   |
| Dynamos       | 0 – 1             | Inter Luanda     | 0 – 0  | 0 – 1   |
| Stade Malien  | 3 – 0             | CODM Meknès      | 3 – 0  | 1 – 1   |
| Coton Sport   | 1 – 2             | Al-Ahli Shendi   | 1 – 0  | 0 – 2   |

## Fase a gruppi
Le partite si sono giocate tra il 4 agosto e il 20 ottobre 2012.

### Gruppo A
| Squadre        | G  | V | N | P | GF | GS | DR | Pt |
| -------------- | -- | - | - | - | -- | -- | -- | -- |
| Al-Merreikh    | 14 | 6 | 4 | 2 | 0  | 8  | 3  | +5 |
| Al-Hilal       | 11 | 6 | 3 | 2 | 1  | 11 | 6  | +5 |
| Inter Luanda   | 5  | 6 | 1 | 2 | 3  | 3  | 7  | -4 |
| Al-Ahli Shendi | 3  | 6 | 1 | 0 | 5  | 3  | 9  | -6 |

|                | MER   | INT   | AHL   | HIL   |
| -------------- | ----- | ----- | ----- | ----- |
| Al-Merreikh    |       | 1 – 0 | 2 – 0 | 3 – 2 |
| Inter Luanda   | 0 – 0 |       | 0 – 1 | 1 – 1 |
| Al-Ahli Shendi | 0 – 1 | 1 – 2 |       | 1 – 2 |
| Al-Hilal       | 1 – 1 | 3 – 0 | 2 – 0 |       |

### Gruppo B
| Squadre          | G  | V | N | P | GF | GS | DR | Pt |
| ---------------- | -- | - | - | - | -- | -- | -- | -- |
| Djoliba          | 13 | 6 | 4 | 1 | 1  | 9  | 7  | +2 |
| Léopards         | 9  | 6 | 2 | 3 | 1  | 8  | 6  | +2 |
| Wydad Casablanca | 6  | 6 | 1 | 3 | 2  | 10 | 10 | 0  |
| Stade Malien     | 3  | 6 | 0 | 3 | 3  | 6  | 10 | -4 |

|                  | SMA   | DAC   | ACL   | WAC   |
| ---------------- | ----- | ----- | ----- | ----- |
| Stade Malien     |       | 0 – 2 | 1 – 1 | 3 – 3 |
| Djoliba          | 2 – 1 |       | 1 – 1 | 2 – 1 |
| Léopards         | 1 – 0 | 3 – 0 |       | 1 – 1 |
| Wydad Casablanca | 1 – 1 | 1 – 2 | 3 – 1 |       |

## Semifinali
Le partite di andata si sono giocate il 2 e il 4 novembre 2012, quelle di ritorno il 10 e l'11 novembre.
| Squadra 1 | Totale            | Squadra 2   | Andata | Ritorno |
| --------- | ----------------- | ----------- | ------ | ------- |
| Léopards  | 2 – 1             | Al-Merreikh | 2 – 1  | 0 – 0   |
| Al-Hilal  | 2 – 2 (6 – 7 dtr) | Djoliba     | 2 – 0  | 0 – 2   |

## Finale
La finale di andata si è giocata il 18 novembre 2012, quella di ritorno il 25 novembre.
| Squadra 1 | Totale | Squadra 2 | Andata | Ritorno |
| --------- | ------ | --------- | ------ | ------- |
| Djoliba   | 3 – 4  | Léopards  | 2 – 2  | 1 – 2   |

## Vincitore
| Vincitore Coppa della Confederazione CAF 2012 |
| --------------------------------------------- |
| Lèopards (primo titolo)                       |